# Beco do Nego
Beco do Nego, anteriormente conhecido como Beco do Aprendiz, é um beco localizado na rua Belmiro Braga, Vila Madalena, em São Paulo. O beco é uma pequena praça com uma quadra de esportes onde o trabalho de mais de 50 grafiteiros está a mostra. Na quadra, além dos grafites, são realizadas batalhas de rap e hip hop.
Anteriormente a praça era um ponto de venda de drogas, mas em 2002 foi revitalizada pelo Projeto Escola na Praça, criado pelo jornalista Gilberto Dimenstein e pela ONG Associação Cidade Escola Aprendiz. Foi renomeado para Beco do Nego após o assassinato de NegoVila Madalena.
Em 2021, foi inaugurado o espaço cultural Lote, para a difusão da cena musical paulista. Em 2023, a quadra foi revitalizada por Anderson Varejão, que havia se tornado embaixador global do Cleveland Cavaliers.